# Pallas et Arachné
Pallas et Arachné est un tableau réalisé par le peintre Pierre Paul Rubens en 1636-1637. Cette huile sur bois est une peinture mythologique qui illustre un épisode narré dans les Métamorphoses d'Ovide. Elle représente Athéna frappant Arachné devant un métier à tisser et sa tapisserie figurant l'enlèvement d'Europe par Jupiter transformé en taureau. Achetée en mai 1958, l'œuvre est conservée au musée des Beaux-Arts de Virginie, à Richmond, aux États-Unis.